# Introduction et Rondo Capriccioso (Saint-Saëns)
Introduction et Rondo Capriccioso, opus 28 is een compositie voor viool en orkest van de Franse componist Camille Saint-Saëns. Saint-Saëns schreef het werk in 1863 voor de vioolvirtuoos Pablo de Sarasate.
Het stuk duurt in totaal negen minuten. Het anderhalve minuut durende Introduction bestaat uit een droevige zangerige melodie voor de viool begeleid door het orkest. De strijkers spelen over het algemeen in deze begeleiding pizzicato. Na het Introduction start het Rondo Capriccioso wanneer de violist een serie van trillers speelt welke worden gevolgd door het orkest dat stevig inzet. Vluchtig wordt er gespeeld, waarna er even een moment van rust in het werk komt. Deze afwisseling vormt het rondokarakter van het stuk. Het stuk eindigt met een solo voor de violist die dubbele snaren afstrijkt, gevolgd door een kleine inzet van het orkest, waarna de violist er nog eens een vluchtige passage bovenop doet.
Een van de meest gelauwerde opnames is die van de meesterviolist Jascha Heifetz gepaard met de uiterst zeldzame beelden uit de film They Shall Have Music uit 1939.